# Üzbég futsalválogatott
Az üzbég futsalválogatott Üzbegisztán nemzeti csapata, amelyet az Üzbég labdarúgó-szövetség (üzbégül: Oʻzbekiston futbol assotsiatsiyasi) irányít. 

## Története
Futsal-világbajnokságon először 2016-ban szerepeltek, ahol a csoportkörből nem jutottak tovább.
Az AFC-futsalbajnokságon először 1999-ben vettek részt. Négy alkalommal játszottak döntőt, de egyet sem sikerült megnyerniük (2001, 2006, 2010, 2016). 

## Eredmények

### Futsal-világbajnokság
| Év       | Eredmény                 | Hely                     | M                        | Gy                       | D                        | V                        | Rg                       | Kg                       | Gk                       |
| -------- | ------------------------ | ------------------------ | ------------------------ | ------------------------ | ------------------------ | ------------------------ | ------------------------ | ------------------------ | ------------------------ |
| 1989     | A Szovjetunió tagja volt | A Szovjetunió tagja volt | A Szovjetunió tagja volt | A Szovjetunió tagja volt | A Szovjetunió tagja volt | A Szovjetunió tagja volt | A Szovjetunió tagja volt | A Szovjetunió tagja volt | A Szovjetunió tagja volt |
| 1992     | Nem jutott be            | Nem jutott be            | Nem jutott be            | Nem jutott be            | Nem jutott be            | Nem jutott be            | Nem jutott be            | Nem jutott be            | Nem jutott be            |
| 1996     | Nem jutott be            | Nem jutott be            | Nem jutott be            | Nem jutott be            | Nem jutott be            | Nem jutott be            | Nem jutott be            | Nem jutott be            | Nem jutott be            |
| 2000     | Nem jutott be            | Nem jutott be            | Nem jutott be            | Nem jutott be            | Nem jutott be            | Nem jutott be            | Nem jutott be            | Nem jutott be            | Nem jutott be            |
| 2004     | Nem jutott be            | Nem jutott be            | Nem jutott be            | Nem jutott be            | Nem jutott be            | Nem jutott be            | Nem jutott be            | Nem jutott be            | Nem jutott be            |
| 2008     | Nem jutott be            | Nem jutott be            | Nem jutott be            | Nem jutott be            | Nem jutott be            | Nem jutott be            | Nem jutott be            | Nem jutott be            | Nem jutott be            |
| 2012     | Nem jutott be            | Nem jutott be            | Nem jutott be            | Nem jutott be            | Nem jutott be            | Nem jutott be            | Nem jutott be            | Nem jutott be            | Nem jutott be            |
| 2016     | Csoportkör               | 19.                      | 3                        | 0                        | 1                        | 2                        | 5                        | 11                       | -6                       |
| Összesen | 19. hely                 | 1/8                      | 3                        | 0                        | 1                        | 2                        | 5                        | 11                       | -6                       |

### AFC-futsalbajnokság
| Év       | Eredmény    | Hely        | M           | Gy          | D           | V           | Rg          | Kg          | Gk          |
| -------- | ----------- | ----------- | ----------- | ----------- | ----------- | ----------- | ----------- | ----------- | ----------- |
| 1999     | Csoportkör  | 6.          | 3           | 1           | 1           | 1           | 18          | 12          | +6          |
| 2000     | Csoportkör  | 5.          | 4           | 2           | 0           | 2           | 26          | 17          | +9          |
| 2001     | Ezüstérmes  | 2.          | 7           | 5           | 1           | 1           | 30          | 22          | +8          |
| 2002     | Negyeddöntő | 7.          | 4           | 2           | 0           | 2           | 12          | 8           | +4          |
| 2003     | Negyeddöntő | 6.          | 4           | 2           | 0           | 2           | 12          | 12          | 0           |
| 2004     | Elődöntő    | 4.          | 7           | 4           | 0           | 3           | 29          | 17          | +12         |
| 2005     | Bronzérmes  | 3.          | 7           | 6           | 0           | 1           | 47          | 12          | +35         |
| 2006     | Ezüstérmes  | 2.          | 5           | 4           | 0           | 1           | 22          | 8           | +14         |
| 2007     | Bronzérmes  | 3.          | 6           | 4           | 0           | 2           | 19          | 20          | -1          |
| 2008     | Negyeddöntő | 5.          | 4           | 3           | 0           | 1           | 20          | 8           | +12         |
| 2010     | Ezüstérmes  | 2.          | 6           | 5           | 0           | 1           | 23          | 18          | +5          |
| 2012     | Negyeddöntő | 6.          | 4           | 2           | 1           | 1           | 15          | 9           | +6          |
| 2014     | Bronzérmes  | 3.          | 6           | 4           | 1           | 1           | 15          | 16          | -1          |
| 2016     | Ezüstérmes  | 2.          | 6           | 4           | 1           | 1           | 12          | 7           | +5          |
| 2018     | Folyamatban | Folyamatban | Folyamatban | Folyamatban | Folyamatban | Folyamatban | Folyamatban | Folyamatban | Folyamatban |
| Összesen | 2. hely     | 15/15       | 73          | 48          | 5           | 20          | 303         | 186         | +117        |

## Külső hivatkozások
- Az Üzbég labdarúgó-szövetség hivatalos honlapja (üzbég, orosz nyelven). the-uff.com. [2010. december 23-i dátummal az eredetiből archiválva]. (Hozzáférés: 2018. február 6.)
- Futsal World Ranking (angol nyelven). futsalworldranking.be
- FIFA Futsal World Cup Overview (angol nyelven). rsssf.com
- Asian Futsal Championship Overview (angol nyelven). rsssf.com